# In coena domini
In coena domini (лат. «за трапезой Господней», также «на вечери господней») — начальные слова известной рекуррентной (повторяющейся) буллы, изданной Урбаном V в 1363 году. По повелению Пия V Булла ежегодно оглашалась в Риме в Великий четверг.
Церемония проводилась на балконе собора святого Петра в присутствии папы, коллегии кардиналов и римской курии. Буллу сперва зачитывал на латыни аудитор Священной Римской Роты, а затем на итальянском кардинал-дьякон. По окончании чтения папа бросал зажжёный восковой факел на площадь внизу.

## Содержание буллы
Булла защищала правовые притязаний папского престола, устанавливая перечень проступков, отпущение грехов за которые допускалось только с разрешения самого папы и отлучая от церкви всех совершавших данные поступки. С момента появления буллы этот перечень неоднократно пополнялся: если при Урбане V он содержал семь пунктов, то при Григории XI — уже 9, при Мартине V — 10, при Юлии II — 12, при Павле III — 17, при Григории XIII — 20. Окончательную форму придал списку Урбан VIII, при котором отлучались от церкви совершившие следующие проступки:
1. Вероотступничество, ересь и схизма.
2. Апелляции по решениям папы к общему церковному собору.
3. Пиратство в папских морях.
4. Разграбление потерпевших крушение кораблей и завладение обломками кораблекрушений.
5. Введение новых налогов и сборов или увеличение в старых в случаях, когда это не позволяется законом или на это нет разрешения Святого Престола.
6. Подделка апостольских постановлений и папских булл.
7. Поставка оружия, обмундирования и иных товаров военного назначения сарацинам, туркам или другим врагам христианства
8. Препятствие поставкам еды и других товаров римской курии.
9. Применение насилия к путникам на пути к римской курии и от неё.
10. Применение насилия к кардиналам.
11. Применение насилия к папским легатам, нунциям и т.д.
12. Применения насилия к лицам, улаживающим дела римской курии.
13. Апелляции из церковного суда в светский
14. Передача подсудности духовных вопросов из церковных судов в светские.
15. Рассмотрение дел о лицах духовного сословия в светских судах.
16. Досаждение церковным судьям.
17. Захват или арест церковного имущества без разрешения соответствующих церковных чинов.
18. Введение десятины и налогов в отношении духовенства без специального разрешения папы.
19. Вмешательство светских судей в дела об преступлениях духовенства.
20. Вторжение, оккупация или узурпация любой части папских земель.

## Политическое значение буллы
Хотя ранние редакции буллы предписывали всем патриархам, архиепископам и епископам обеспечить регулярное оглашение буллы в подвластных им областях, это требование не выполнялось. Так, в 1582 году Филипп II Испанский изгнал папского нунция из пределов своего королевства за попытку опубликовать буллу. Публикация буллы была запрещена во Франции и Португалии. В 1580 году французский парламент приказал, чтобы епископы, в округах которых будет прочитана эта булла, были преданы суду и чтобы их имущество и доходы были секвестрованы.
Публичное чтение буллы было прекращено папой Климентом XIV в 1770 году, однако булла продолжала действовать, пока в 1869 году при Пие IX не была заменена конституцией Apostolicæ Sedis.